# Système Borden
 (juillet 2017).
Pour les articles homonymes, voir Borden.
Le système Borden (en anglais, Borden System) est une numérotation archéologique utilisée à travers le Canada et par le Canadian Museum System pour identifier les sites archéologiques et les artefacts qui en proviennent.
L'archéologue Charles Edward Borden (en), avec la collaboration de l'archéologue Wilson Duff, crée ce système en 1952 pendant qu'il travaille à l'université de la Colombie-Britannique.

## Histoire
Charles Edward Borden (en) est né à New York en 1905. Sa famille a déménagé en Allemagne au cours de sa jeunesse. À 22 ans, il découvre qu'il a la citoyenneté américaine. Il déménage alors en Californie, où il étudie les lettres allemandes. Après avoir obtenu son doctorat en 1937, il rejoint la faculté de lettres allemandes de l'Université de la Colombie-Britannique (UBC) en 1939. C'est en manquant de matériels de recherche en raison de la Seconde Guerre mondiale qu'il s'est intéressé à l'archéologie. En 1949, il devient chargé de cours en archéologie à l'UBC. C'est à cette époque qu'il invente le système Borden, à l'aide de l'archéologue Wilson Duff. Les deux hommes sont aussi responsable de l'adoption de la Archaeological and Historical Sites Protection Act et la création du Archaeological Sites Advisory Board en 1960.

## Description

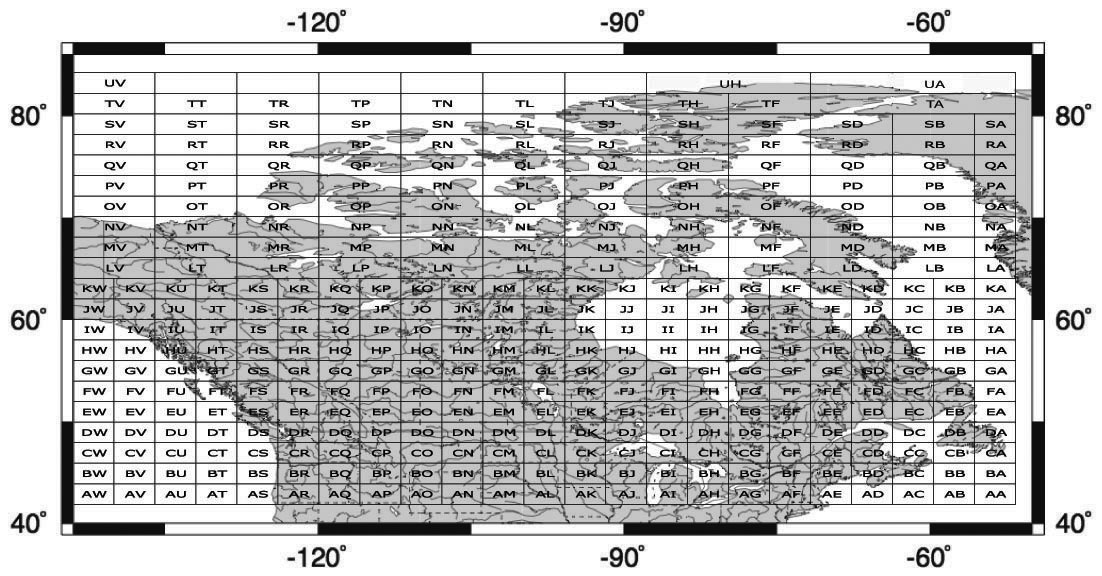
Carte des indices des blocs majeurs du système Borden.

Le système Borden quadrille le Canada en blocs majeurs, qui sont représentés par deux lettres majuscules. Un quadrillage dit mineur utilise deux lettres minuscules pour préciser un quadrilatère à l'intérieur de chaque bloc majeur. Chaque site archéologique apparaît à l'intérieur de l'un de ces quadrilatères plus petits. 
Supposons qu'un quadrilatère soit identifié par AaBb.
- A est le localisateur sud-nord majeur ; chaque lettre (A - U) correspond à 2 degrés de latitude du Sud au Nord
- a est le localisateur sud-nord mineur ; chaque lettre (a - l) correspond à 10 minutes de latitude du Sud au Nord
- B est le localisateur est-ouest majeur ; chaque lettre (A - W) correspond à 4 degrés de longitude de l'Est à l'Ouest (au nord du 62e parallèle nord, chaque bloc majeur correspond à 8 degrés de longitude dans le but de conserver une superficie à peu près équivalente)
- b est le localisateur est-ouest mineur ; chaque lettre (a - x) correspond à 10 minutes de longitude de l'Est à l'Ouest (au nord du 62ee parallèle nord, chaque bloc mineur correspond à 20 minutes de longitude dans le but de conserver une superficie à peu près équivalente)

AaBb correspond à un quadrilatère de 16 km x 16 km environ. 
Les quatre lettres sont suivies d'un trait d'union, de chiffres, puis de deux-points. Les chiffres indiquent le numéro du site archéologique. Par exemple, AaBb-21 correspond au 21e site découvert dans le quadrilatère AaBb.
Le nombre après les deux-points indique le numéro d’artefact découvert sur le site. Par exemple, AaBb-21:0123 correspond 123e artefact du site 21 dans le quadrilatère AaBb.